# Спектор Григорий Иосифович
Григорий Иосифович Спектор (18 января 1940 — 27 августа 2003, Киев) — бывший администратор футбольного клуба «Динамо» (Киев).

## Биография
Родился 18 января 1940 года.
В 1976 году окончил Киевский педагогический институт. С 1967 по 1971 год работал учителем музыки и пения в средней школе. С 1961 по 1963 год он был артистом Ансамбля песни и танца Киевского военного округа. С 1963 по 1965 год он был художественным руководителем хора мальчиков киевского Дворца Пионеров. С 1965 по 1975 год он преподавал уроки музыки в музыкальной школе. С 1975 по 1986 год он работал администратором футбольного клуба «Динамо» (Киев).
На своем посту Г. И. Спектор всеми силами своего организаторского таланта способствовал завоеванию командой Кубка Кубков, Суперкубка УЕФА, пяти титулов чемпионов СССР, трех кубков СССР. С 1986 по 1993 год он был генеральным директором фирмы «Ладина-ЛТД». С 1993 года он был президентом АО «Футбол Украины». Он был близким другом и соратником главного тренера «Динамо» (Киев) Валерия Лобановского.
Григорий Спектор жил в Киеве. Умер 27 августа 2003 года и был похоронен на городском кладбище «Берковцы».